# Verónica Castro
Verónica Judith Sainz Castro (Ciudad de México, 19 de octubre de 1952), es una actriz, cantante, productora de televisión y presentadora de televisión mexicana. 
Es conocida como una de las figuras más importantes del género de la telenovela a nivel internacional.
En las décadas de 1980 y 1990, Castro se desempeñó como conductora de diferentes late night shows en la televisión mexicana, además en la primera década de 2000 fue conductora de programas de telerrealidad y fue reconocida con un Emmy honorífico por su legado a la televisión latinoamericana.[cita requerida]

## Biografía
Nació el 19 de octubre de 1952 en la Colonia San Rafael de la Ciudad de México. Sus padres son el ingeniero Fausto Sáinz Astol y Socorro Castro Alva. Es mayor que sus tres hermanos, la también actriz Beatriz Castro, el productor de telenovelas José Alberto Castro y el ejecutivo de televisión Fausto Sáinz.
La separación de sus padres cambió la vida de la familia. Su madre entró a trabajar como secretaria del rector de la Universidad Nacional Autónoma de México (UNAM). La familia vivió en casa de su abuela materna, en la calle de Donato Guerra, en la Colonia Juárez de Ciudad de México.
Verónica cursó la primaria en la escuela "Víctor María Flores" y la secundaria en la "Secundaria número 23 Juan G. Holguín". Luego obtuvo una beca en la preparatoria Coronet Hall, donde cursó hasta el segundo grado.[cita requerida]
Desde su infancia manifestó su interés en el espectáculo. En la escuela solía participar en diversos festivales.
Su inclinación por el mundo del espectáculo no era casual, pues su abuela paterna, Socorro Astol, fue dueña de una compañía artística y su tío, Fernando Soto "Mantequilla", hizo fama como comediante en la llamada Época de Oro del cine mexicano.

### Inicios
Cuando tenía 15 años, el diputado Pedro Luis Bartilotti, hacía campaña en su colonia. Como todos los vecinos le hacían peticiones, Verónica solicitó que de regalo de 15 años le diera una beca para estudiar actuación. El suplente del político era el actor Andrés Soler, quien dirigía la escuela de actuación de la Asociación Nacional de Actores. Verónica y su hermana Beatriz se presentaron en la Academia y fueron aceptadas.
Estando en la Academia de Andrés Soler, Verónica y Beatriz participaron en el certamen Orquídeas del cine nacional, concurso donde participaban jóvenes aspirantes a debutar en alguna película. Ninguna de las dos ganó el concurso, pero Verónica recibió una invitación para participar en la fotonovela La romántica Samantha.
A la par de sus estudios de bachillerato, Verónica comenzó a trabajar en diversas fotonovelas como Citas y Chicas. De allí recibió la invitación para unirse al ballet del programa de televisión Operación Ja-Já, de Televisa. Más tarde, comenzó a anunciar juguetes dentro de la misma emisión. También comenzó a tomar clases de locución y por las noches bailaba junto a su hermana Beatriz y otros cuatro bailarines en un conjunto llamado La Charris Chapis Pops en el centro nocturno La Ronda, en la Zona Rosa de Ciudad de México.
Obtuvo reconocimiento por su participación en la fotonovela Cynthia, ¿buena o mala?, en la que alternó con Marga López.
A finales de 1968, el conductor de televisión y comediante Xavier López "Chabelo" le dio la oportunidad de trabajar como edecán en el programa En Familia Con Chabelo, emisión en la que permaneció hasta 1974. Un año después, ya con su licencia de locución, trabajó con el conductor de televisión Paco Malgesto en el programa Buenas tardes, buena suerte, en los estudios de XEW Canal 2. En ese mismo año, participó en un pequeño rol en la telenovela, Yo no creo en los hombres, al lado de Maricruz Olivier. Verónica continuó trabajando en diversos programas televisivos como Wonderlandia, La Hora Cero, La Cosquilla y Mujeres, mujeres y algo más...
En 1970, Verónica conoció al presentador de televisión Raúl Velasco, quién le recomendó que probara fortuna en el concurso El Rostro de El Heraldo de México, concurso organizado por el diario del mismo nombre y que servía para dar a conocer al nuevo rostro femenino de la industria del espectáculo en México. En un principio los organizadores la rechazaron porque ella ya había tenido actividad artística. Sin embargo, al final decidieron otorgarle el galardón. La actriz María Félix fue su madrina en la premiación.[cita requerida]
Paralelamente a su naciente carrera, Verónica cursó la licenciatura de Relaciones Internacionales, en la UNAM. En 1979 se tituló con la tesis Organismos Internacionales de Televisión, en coautoría con María Esther Valdés González.

### Televisión

#### Telenovelas
En 1972 participa en la telenovela El amor tiene cara de mujer, producida por Valentín Pimstein para Televisa. También actuó en la telenovela El edificio de enfrente, con Ignacio López Tarso. En 1975, tiene el papel antagónico en la telenovela Barata de primavera, protagonizada por Jacqueline Andere. En 1976, el productor Ernesto Alonso le otorga un personaje en la telenovela Mañana será otro día. Con Alonso como productor, en 1978 Verónica actúa en Pasiones encendidas.
En 1979, obtiene su primer personaje estelar en la telenovela Los ricos también lloran, bajo la producción de Valentín Pimstein y coprotagonizada por Rogelio Guerra. Esta telenovela significó un parteaguas en su carrera, ya que además de obtener el papel estelar, cantaba el tema principal (Aprendí a llorar) y fue fundamental para su internacionalización. Esta producción abrió las puertas de la telenovela mexicana a mercados en Sudamérica, Europa y los países del territorio de la antigua Unión Soviética.
En 1981, Verónica protagoniza una nueva versión en telenovela del clásico El derecho de nacer, historia escrita por el cubano Félix B. Caignet, bajo la producción de Ernesto Alonso. En la telenovela, Verónica actuó al lado de Ignacio López Tarso, Salvador Pineda y su hermana, Beatriz Castro.
En 1982, se traslada a Argentina, para protagonizar la telenovela Verónica: el rostro del amor. Verónica aceptó realizar otros tres melodramas, Cara a cara (1983), Yolanda Luján (1984) y Amor Prohibido (1986). La situación provocó que Verónica fuera vetada de la Televisa durante cinco años. En 1985, Verónica viajó a Italia, donde protagonizó la telenovela Felicità... dove sei. En este proyecto también intervenían creativos brasileños. 
En 1987, Televisa levanta su veto a Verónica, quién regresa a México en plan estelar, de nuevo en una producción de Valentín Pimstein: Rosa salvaje. En esta telenovela alternó con Guillermo Capetillo como su coestelar.
En 1990, Verónica protagonizó y debutó como productora de televisión en la telenovela Mi pequeña Soledad, donde interpreta un personaje doble. Omar Fierro fue su coestelar.
En 1993, Verónica estelariza la telenovela Valentina, producción que, sin embargo, no tuvo el éxito esperado debido a las constantes modificaciones a la historia. La acompañaron en el elenco Juan Ferrara y la cantante cubana Celia Cruz, en su debut en las telenovelas.
En 1997, protagoniza la telenovela Pueblo chico, infierno grande, producción de su hermano José Alberto Castro. La telenovela causó controversia por mostrar el amor entre una mujer madura y un hombre más joven. La acompañaron en el elenco Juan Soler y Alma Delfina.
En 2006, luego de casi diez años de ausencia de las telenovelas, Verónica reapareció con un breve personaje en la telenovela juvenil Código postal, bajo la producción de José Alberto Castro. En 2009, Verónica reapareció con un personaje estelar en la telenovela Los exitosos Pérez, protagonizada por Ludwika Paleta y Jaime Camil. Sin embargo, sus diferencias laborales con Televisa, provocaron que Verónica dejara inconclusa su participación en la historia.

### Series
En 2008, participa en el capítulo Emma, costurera, de la primera temporada de la serie Mujeres Asesinas producida por Pedro Torres para Televisa, alternando con los actores Hector Suárez y Carlos Bracho.
En 2018, trabaja en la serie de televisión La casa de las flores, producida por Manolo Caro para Netflix. En la serie interpretó el personaje de Virginia de la Mora, la peculiar matriarca de una familia adinerada que se enfrenta a desafíos con sus hijos y esposo. Verónica comparte estelares con Cecilia Suárez, Aislinn Derbez y Darío Yazbek. La serie tuvo un enorme impacto entre la audiencia y fue renovada para dos temporadas más, sin embargo, Verónica limitó su participación solo a la primera temporada de la serie.

#### Programas de variedades y late night shows
Entre 1968 y 1974, participó en el programa televisivo En familia, conducido por Xavier López "Chabelo". En 1969 trabaja junto a Paco Malgesto en el programa Buenas tardes, buena suerte. También trabajó en los programas Wonderlandia, La Hora Cero, La Cosquilla, con Raúl Astor y Mujeres, mujeres y algo más…, con Talina Fernández, Nubia Martí y Anel Noreña. 
En 1971, Verónica participó como coconductora del programa musical Revista musical Nescafé, conducido por Rubén Zepeda Novelo y León Michel. En 1975, colaboró de nuevo con Paco Malgesto en el programa Muy agradecido.
En 1980, se convierte en titular del programa de variedades Noche a noche. Este programa era producido por cinco productores diferentes y contaba con temáticas diferentes para cada día de la semana.
Mientras se encontraba en Italia, recibió la propuesta del magnate televisivo italiano Silvio Berlusconi para reemplazar a Amanda Lear en la conducción del programa Viva le Donne. Sin embargo, Verónica rechazó la oferta y decidió volver a Televisa, en México.
De vuelta en México, conduce el programa de concursos Esta noche se improvisa. El programa contaba con la participación de varios artistas, que improvisaban una canción con una letra o frase. El programa tenía un fin altruista, pues el dinero era donado a casas de beneficencia.
En 1988, conduce uno de los programas más importantes de su carrera como presentadora, el Late night show Mala Noche… ¡No!. El programa contó con alrededor de 130 emisiones y se convirtió en un suceso. Incluso muchas publicaciones y críticos lo nombraron como el programa mexicano de la década. Al principio, la duración del programa estaba definida, pero después se volvió ilimitada. El cantante Juan Gabriel rompió récord con un programa que duró ocho horas.
Después del éxito obtenido en Mala Noche… ¡No!, Verónica regresó a la televisión un año después con ¡Aquí Está!. El programa contó con 120 emisiones a lo largo de seis meses.
En 1991, Verónica conduce el Late Night show La movida. La idea original y el nombre del programa corrieron a cargo de la misma Verónica. El programa en el que entrevistó a la actriz María Félix (1993), fue el de mayor audiencia. Así mismo, fue su show televisivo con mayor número de emisiones, con un total de 151.
En 1992, condujo el programa Y Vero América ¡Va!, emisión que constó de 119 programas. El show fue concebido para conmemorar los 500 años del descubrimiento de América. El programa contó con emisiones en toda América Latina y España. La característica principal del show fue que, además de presentar a los artistas más destacados de cada país o estado, se adentraba en la vida cotidiana de sus habitantes, con el propósito de conocer las costumbres y tradiciones que hacían única a cada región.
En 1993, condujo el programa Furia musical, creado con la intención de dar a conocer a la corriente de música grupera que surgía en México. El programa se grababa en el Gran Fórum, al sur de Ciudad de México.
En 1994, conduce el programa En la noche. El proyecto utilizó el escenario creado para el certamen Operalia, en la Ciudad de México. Se trató de captar la atención de un público más bohemio, con emisiones temáticas. Esta vez lo invitados eran los grandes ballets y orquestas del mundo, así como trovadores. Son recordados los programas dedicados a Argentina, España y Rusia.
En 1996, conduce el programa La Tocada, en el que retoma el concepto de sus primeros Late Night shows. Sin embargo, el programa constó de únicamente 60 emisiones.
Después de siete años de ausencia de la televisión, regresó como conductora del reality show Big Brother VIP de México, coproducción entre Televisa y Endemol. Entre 2003 y 2005, fungió como conductora de las emisiones 2, 3 y 4 del formato VIP del reality, así como la tercera emisión del programa realizada con gente del público. En uno de los episodios del primer programa, Verónica sufrió un accidente al aparecer montando a un elefante. El resultado fueron varias vértebras fracturadas. A pesar del susto y la fractura, concluyó la serie.
Después del gran éxito obtenido con su regreso a la televisión mexicana con Big Brother, fue invitada a tomar la batuta de las emisiones de 2003, 2004, 2006 y 2007 del Teletón de Televisa en México.
En 2007, para celebrar los 50 años de las telenovelas mexicanas, Televisa realizó varios proyectos. El programa estelar fue Mentiras y Verdades, que corrió a su cargo. La dinámica fue llevar a parte del elenco de las telenovelas más recordadas por el público para que contaran anécdotas, así como aclarar rumores que se habían comentado en torno a estas producciones. El último programa del proyecto fue dedicado a las historias protagonizadas por ella misma.
En 2010, viaja a Rusia, donde es invitada a fungir como juez en el reality show de talento musical Minuto de gloria. Dicha emisión significó el retorno de Verónica a Rusia tras el éxito de Los ricos también lloran, tres décadas atrás.
En 2019, regresa como una de las jueces principales del programa de talento infantil Pequeños gigantes, de Televisa. En la emisión, Verónica compartió panel con Miguel Bosé y Ariel Miramontes.
Además de conducir los programas señalados, también ha fungido como conductora de emisiones especiales, como los homenajes de Televisa a Lola Beltrán (1996), Chespirito (2000) y Pedro Infante (2007); una emisión especial navideña de Televisa en El Vaticano (2007) y la conducción especial de "Las mañanitas" a la Virgen de Guadalupe (2018), esta última para la cadena TV Azteca.

### Cine
Debuta en el cine en 1970, con un pequeño rol en la película Mi mesera, una coproducción entre México y Guatemala, estelarizada por Julio Alemán y Flor Procuna. Eventualmente participó en la cinta La fuerza inútil (1970), dirigida por Carlos Enrique Taboada y protagonizada por Rafael Baledón. Vuelve a trabajar con Taboada en la película El arte de engañar (1970), protagonizada por Julio Alemán, y en donde realiza un desnudo parcial. 
En 1971 continúa su carrera cinematográfica con las cinta Un sueño de amor, dirigida por Rubén Galindo y protagonizada por el cantante José José. En la película, interpretaba el personaje de una joven invidente. En ese mismo año, participa en el segmento Novios, de la película Novios y amantes, dirigida por Sergio Véjar, al lado de Fernando Balzaretti. Participa en la cinta Acapulco 12-22, dirigida por Aldo Monti, al lado de Jorge Rivero; eventualmente participa en la cinta El primer paso de la mujer, dirigida por José Estrada, con Ricardo Blume y Ana Martín. 
En 1972, participó en las cintas El ausente y Cuando quiero llorar, no lloro, ambas al lado de Valentín Trujillo. También participa en el filme La recogida, versión cinematográfica de la telenovela del mismo nombre. En ese mismo año estelariza la cinta Bikinis y rock, al lado de Manuel "El Loco" Valdés y la vedette Olga Breeskin.
En 1973, filma en España la cinta Volver a nacer, con el cantante español Raphael y la actriz mexicana Isela Vega. En 1975, estelariza la película Guadalajara es México, con el cantante de música norteña Cornelio Reyna. En ese mismo año, participa en la cinta Nobleza ranchera, que marco el debut cinematográfico del popular cantante y compositor mexicano Juan Gabriel, y en donde actúa con figuras como Sara García y Carlos López Moctezuma, bajo la dirección de Arturo Martínez.
En 1979 filma la película Johnny Chicano, de Enrique Gómez Vadillo, al lado de Fernando Allende y Sylvia Pasquel.
En 1980, filma la cinta Naná, basada en la obra teatral del mismo nombre, protagonizada por Irma Serrano. La película fue estrenada cinco años después. De nuevo trabaja en España, ahora bajo la dirección de Eloy de la Iglesia en la cinta Navajeros, junto al actor José Sacristán. En 1986 filma la película Chiquita pero picosa, adaptación de la obra teatral Coqueluche, que ella misma estelarizó en el teatro. La película fue producida por Carlos Amador y Televicine (filial cinematográfica de Televisa), y contó con Salvador Pineda como su actor coestelar. En ese mismo año, estelariza la película El niño y el Papa, junto a Andrés García. En 1989 filma la cinta Dios se lo pague, dirigida por Raúl Araiza y coestelarizada por Omar Fierro. 
Ha participado en dos cortometrajes. El primero fue Sabina's Music (1995) dirigido por su hijo el cantante Cristian Castro. El segundo fue En la oscuridad, producido por su hijo Michelle Castro.
En 2019, regresa al cine en la película Más que mil palabras. La película es dirigida por Gerardo Gatica y espera ser estrenada en 2020.

### Teatro
Debutó en el teatro en 1970 con las obras Romeo y Julieta y Por eso estamos como estamos, esta última al lado de Sylvia Pasquel. En 1971 participó en la obra El juego que todos jugamos, de Alejandro Jodorowsky, sustituyendo a la actriz Alma Muriel y alternando con Juan Ferrara y José Alonso. En 1975 participó en el clásico Don Juan Tenorio, donde interpretaba el papel de doña Inés y estaba acompañada por Gustavo Rojo. En 1976 participó en la obra de comedia  Travesuras de medianoche comedia donde también participaron Evita Muñoz "Chachita" y Ana Luisa Peluffo, entre otros. 
En ese mismo año, la actriz Kitty de Hoyos y el productor Enrique Gou, le eligen para protagonizar la obra teatral Coqueluche. Esta comedia gira en torno a una chica de clase baja, quien es convertida en un miembro más de la alta sociedad. Además de Kitty de Hoyos, en el elenco figuraron Carlos Piñar, Carmelita González y doña Socorro Castro, su madre. Su desempeño le reportó una nominación de la Unión de Críticos y Cronistas de Teatro como Mejor actriz de comedia. La obra se montó de nuevo en 1980. En 1977, estelarizó la obra teatral La idiota, al lado de Juan Ferrara y Gustavo Rojo. En 1978 protagonizó el único papel femenino de la segunda versión en México de la obra La Luna es azul, acompañada en el escenario por Aarón Hernán. En ese mismo año, participó también en la obra de teatro, 24 horas contigo, donde nuevamente hizo mancuerna con Carlos Piñar.
Aprovechando el éxito de Verónica Castro y Rogelio Guerra en la telenovela Los ricos también lloran, se adaptó la obra Sexo en el sexto piso, la cual llevó el nombre final de Tru trú entre tres (1979). Por desgracia, la obra fue un fracaso en taquilla. 
Entre 1982-1983, participó en dos puestas en escena llamadas Un día con Charlie y Los amores de Verónica, ambas montadas en Argentina, aprovechando su éxito en aquel país.
Después de más de 15 años de ausencia, hizo su triunfal regreso al teatro con la obra La mujer del año (1995), con un reparto, 16 bailarines y cuatro acróbatas. En esta producción, además de actuar, cantó y bailó. 
En 2008, volvió al teatro con una nueva versión de Coqueluche, ahora bajo el título original de Chiquita pero picosa, compartiendo escena con Macaria y Fernando Ciangherotti.
En 2015, estelariza una nueva versión mexicana del musical de Broadway Aplauso, donde interpreta el personaje de la diva teatral Margo Channing. La obra fue producida por Fela Fábregas y representada en el Teatro San Rafael de Ciudad de México. Verónica compartió escena con Natalia Sosa y Olivia Bucio.

### Música
En 1973, se lanza como cantante, lanzando un EP con su nombre, mismo que incluía cuatro canciones. Es invitada a Japón para participar en el Festival Yamaha Music con el tema Verdadero amor. De su participación en dicho festival se grabó un disco en japonés.
En 1978, lanzó su primer LP con el sello discográfico Discos Peerless titulado Sensaciones. En 1979 lanza su segundo disco, Aprendí a llorar, que toma como título el tema musical principal de la telenovela Los ricos también lloran.
En 1980, lanza el disco Norteño, que incluía canciones del género norteño y banda. En 1981 sale a la venta el álbum Cosas de amigos. En 1982 lanza el álbum El malas mañas. En ese mismo año se incorpora al sello RCA Victor y lanza el disco Verónica Castro, que incluía el tema Ven, tema principal de la telenovela El derecho de nacer. De nuevo con Peerless, en 1982, lanza el álbum Sábado en la noche Tiki Tiki, que incluía algunos temas del disco anterior. En 1983, lanza los discos de baladas También romántica y Esa mujer. En 1984, lanza el disco el italiano Il Segreto di Jolanda, distribuido por RCA. 
En 1986 firma con el sello Profono Internacional y lanza el disco Simplemente todo. De esta producción se desprende su éxito musical más popular, el tema Macumba, que alcanzó el puesto número 2 de la lista Hot Latin Songs de la revista Billboard. En 1987 lanza el álbum Reina de la noche bajo el sello IM. De este álbum se desprenden los temas principales de la telenovela Rosa salvaje y del late night show Mala noche...¡No!. En 1988, bajo el sello Philips, lanza el disco Mamma Mia.
En 1990, lanza el disco Viva la Banda, en el que incursiona en la música tropical. En ese mismo año lanza Mi pequeña Soledad. Este disco incluía el tema musical de la telenovela del mismo nombre, así como el tema principal del late night show La movida. También incluye una suerte de continuación de Macumba titulada La revancha de Macumba. Otro tema del disco es Chiquita pero picosa, tema principal de la película homónima de 1986. 
El tema principal de La movida, generó el lanzamiento de un EP con el nombre La movida rap, que incluía los temas del programa de televisión en el género rap. En 1992, lanza el álbum de música norteña Romántica y calculadora.
En 1994, lanza el álbum Vámonos al dancing, del cual se desprende el éxito Tu la tienes que pagar. En 1995, Verónica colabora en la banda sonora de la obra teatral La mujer del año.
En 1996, firma con el sello EMI y lanza el álbum La Tocada. El disco incluye el tema musical Pena de amor y muerte, de Juan Carlos Calderón, que sirve como tema principal de la telenovela Pueblo chico, infierno grande.
En 1999, lanza el disco Ave Vagabundo bajo el sello Epic. El disco incluye temas de la cantante y compositora mexicana Ana Gabriel.
En 2005, bajo el sello Orfeón, lanza el disco Por esa puerta. En 2009, realiza su despedida discográfica con el disco Resurrección, con el que marca historia al regalarlo al público a través de su página oficial de internet como agradecimiento al apoyo que ha recibido durante su carrera como cantante.

En junio de 2009 anunció que se retiraba de su carrera como cantante, reconociendo que «en realidad nunca ha tenido una carrera importante en ese terreno, más bien supo aprovechar su momento de popularidad gracias a las telenovelas y a la conducción para echarse sus gorgoritos».

## Vida personal
Es madre de dos hijos. El primero es el cantante Cristian Castro, producto de su relación con el actor y comediante Manuel "El Loco" Valdés, y el segundo hijo es el cineasta Michel Castro, producto de su relación con el empresario Enrique Niembro.
En octubre de 2022, la actriz se refirió al periodista de espectáculos que le vinculó con corrupción de menores. Posteriormente exigió una disculpa pública a los periodistas Jorge Carbajal y Gustavo Adolfo Infante. El 25 de octubre, sus abogados anunciaron que preparan acciones legales contra dichos periodistas.

## Filmografía

### Cine
- Mi mesera (1970)
- La fuerza inútil (1970)
- El arte de engañar (1970)
- Un sueño de amor (1971)
- Novios y amantes (Segmento Novios) (1971)
- El primer paso de la mujer (1971)
- Acapulco 12-22 (1971)
- El ausente (1972)
- Cuando quiero llorar no lloro (1972)
- La recogida (1972)
- Bikinis y rock (1972)
- Volveré a nacer (1973)
- Guadalajara es México (1975)
- Nobleza ranchera (1975)
- Johnny Chicano (1979)
- Navajeros (1980)
- Naná (1985)
- Chiquita pero picosa (1986)
- El niño y el Papa (1986)
- Dios se lo pague (1989)
- Sabina's Music (cortometraje) (1995)
- En la oscuridad (cortometraje) (2008)
- El camino de Xico (2020)
- Dime cuanto tú (2020)
- La casa de las Flores: La película (2021)
- Cuando sea joven (2022)

### Televisión
Telenovelas
- Cynthia (1968)
- No creo en los hombres (1969)
- El amor tiene cara de mujer (1971)
- El edificio de enfrente (1972)
- Barata de primavera (1975) … Karina Labrada
- Mañana será otro día (1976) … Gabriela
- Pasiones encendidas (1978) … Martha
- Los ricos también lloran (1979) … Mariana Villarreal
- El derecho de nacer (1981) … María Elena del Junco
- Verónica: el rostro del amor (1982) … Verónica
- Cara a cara (1983) … Laura Linares Menard
- Yolanda Luján (1984) … Yolanda Luján
- Felicità… dove sei (1985) … Karina
- Amor prohibido (1986) … Nora
- Rosa salvaje (1987) … Rosa García Montero de Linares "Rosa salvaje"
- Mi pequeña Soledad (1990) … Isadora Fernández de Villaseñor / de Arizmendi / Soledad "Sol" Fernández
- Valentina (1993) … Valentina Isabel Montero / Valentina De Los Ángeles Montero
- Pueblo chico, infierno grande (1997) … Leonarda Ruán Vda. de Equigua
- Código postal (2006) … Beatriz Corona
- Los exitosos Pérez (2009) … Roberta Santos

Series de televisión
- Mujeres asesinas (episodio Emma, costurera) (2008) … Emma
- La casa de las flores (2018) … Virginia Aguirre de la Mora

### Programas de televisión
Variedades y concursos
- Operación Ja-Ja (1966)
- En familia (1968)
- Buenas tardes, buena suerte (1969)
- Wonderlandia (1969)
- La hora cero (1969)
- La cosquilla (1969)
- Mujeres, mujeres y algo más… (1969)
- Revista musical Nescafé (1971)
- Sábado '72 (1972)
- Muy agradecido (1975)
- Está noche se improvisa (1985)

Late night shows
- Noche a noche (1980)
- Mala noche… ¡No! (1988)
- Aquí está (1989)
- La movida (1991)
- Y Vero América ¡Va! (Como parte integrante de Cadena de las Américas) (1992)
- Furia musical (1993)
- En la noche (1994)
- La tocada (1996)

Programas especiales
- Dicen que por las noches… (Homenaje a Lola Beltrán) (1996)
- Programa Hebe (Brasil, 1997)
- No contaban con mi astucia (Homenaje a Chespirito) (2000)
- Teletón (2003, 2004, 2005, 2006, 2007)
- Pedro Infante Vive (Homenaje a Pedro Infante) (2007)
- Mentiras y verdades (Programa especial sobre los 50 años de las telenovelas en México) (2007)
- Una Navidad en El Vaticano (2007)
- Mañanitas a la Virgen de Guadalupe (2018)

Reality Shows
- Big Brother VIP (2003–2005)
- Big Brother (2005)
- Minuto de gloria (Rusia) (2010)
- Pequeños gigantes (2019)

### Teatro
- Romeo y Julieta (1970)
- Por eso estamos como estamos (1970)
- El juego que todos jugamos (1971)
- Don Juan Tenorio (1975)
- Travesura de medianoche (1976)
- Coqueluche (1976) (1980)
- La idiota (1977)
- La luna es azul (1978)
- 24 horas contigo (1978)
- Tru trú entre tres (1979)
- Un día con Charlie'' (1983)
- Los amores de Verónica (1983)
- La mujer del año (1995)
- Chiquita pero picosa (2008)
- Aplauso (2015)

## Discografía
- Verónica Castro (1973)
- Sensaciones (1978)
- Aprendí a llorar (1979)
- Norteño (1980)
- Cosas de amigos (1981)
- El malas mañas (1982)
- Verónica Castro (1982)
- Sábado en la noche Tiki Tiki (1982)
- También romántica (1983)
- Esa mujer (1983)
- Il Segreto di Jolanda (1984)
- Simplemente todo (1986)
- Reina de la noche (1987)
- Mamma Mia (1988)
- Viva la Banda (1990)
- Mi pequeña Soledad (1990)
- Romántica y calculadora (1992)
- Vámonos al dancing (1994)
- La mujer del año (1995)
- La Tocada (1996)
- Ave Vagabundo (1999)
- Por esa puerta (2005)
- Resurrección (2009)

### Recopilaciones
- Lo mejor de... (1983)
- La movida Rap (1991)
- 20 éxitos (1994)
- De colección (1996)
- Imágenes (2002)
- 70 años Peerless, una historia musical (2003)
- Serie diamante (2008)

## Premios y nominaciones

### Premios TVyNovelas

#### Como actriz
| Año  | Categoría                | Telenovela         | Resultado |
| ---- | ------------------------ | ------------------ | --------- |
| 1991 | Mejor actriz protagónica | Mi pequeña Soledad | Ganadora  |
| 1988 | Mejor actriz protagónica | Rosa salvaje       | Ganadora  |

#### Como conductora
| Año  | Categoría        | Programa       | Resultado |
| ---- | ---------------- | -------------- | --------- |
| 1994 | Mejor conductora | Furia Musical  | Ganadora  |
| 1992 | Mejor conductora | La Movida      | Ganadora  |
| 1990 | Mejor conductora | Aquí está ...! | Ganadora  |
| 1988 | Mejor conductora | Mala noche no  | Ganadora  |

### Otros reconocimientos
Recibió entre otros, los siguientes premios:
- 1970: El rostro de El Heraldo de México.
- 1986: Premio Telegatto Italia, Mejor actriz por Los ricos también lloran y El derecho de nacer.
- 1988: Antorcha de plata en el Festival de Viña Del Mar, siendo miembro del jurado internacional.
- 1988: Premio "Heraldo" a la mejor actriz por Rosa salvaje.
- 1993: Visitante ilustre en Moscú, Rusia.
- 1989, 1990, 1993, 1994,: Premio TVyNovelas por Mejor Conductora por programas de Variedades.
- 1990: Nombrada Mr. Amigo por la ciudad de Brownsville, Texas (EE. UU.) por fomentar la amistad de México y Estados Unidos.
- 1991: Premio Eres a la mejor actriz por Mi pequeña Soledad.
- 1993: Reconocimiento por el éxito de Los ricos también lloran, entregado por Don Emilio Azcárraga Milmo.
- 1993: Premio Telegatto Italia, La Mejor actriz de Telenovelas de la década.
- 1995: Reina del mariachi en Guadalajara, Jalisco.
- 1999: Reina de los taxistas en la Ciudad de México.
- 2000: Reina de las noches de Acapulco.
- 2000: Premio Kasandra a la trayectoria artística.
- 2001: Embajadora de la buena voluntad en Hidalgo, Texas.
- 2005: Premio Honorífico Reina Internacional de las Telenovelas por TVyNovelas.
- 2005: Fue una de seis personas honradas por la Academia estadounidense de Ciencias y Artes de la Televisión con un Emmy por su contribución a la televisión en español de los Estados Unidos.
- 2005: Reina de la comunidad gay.
- 2006: Reconocimiento por su trayectoria en Las Palmas de Oro en Phoenix, Arizona
- 2007: Reina de la Televisión mexicana, por TVyNovelas.
- 2007: Reconocimiento a la Hispanidad en Houston, Texas
- 2008: Coronada reina de los artesanos mexicanos en Chiapas.
- 2008: Honores en Chicago, Los Ángeles y Las Vegas donde tiene su estrella en el paseo de la fama.
- 2019: PRODU Awards México Mejor Actriz principal por la Casa de las Flores.[24]